# Nederlandse kampioenschappen zwemmen 1936
De Nederlandse kampioenschappen zwemmen 1936 werden gehouden op 11 en 12 juli 1936 in Gouda, Nederland.
Rie Mastenbroek won twee titels bij de dames, Piet Stam liefst drie bij de heren. Het Y was de succesvolste vereniging en won met 39 punten de RDZ-wisselbeker. ODZ en RDZ werden tweede en derde. De beide deelnemende clubs aan de 4x100 meter vrije slag voor dames werden gediskwalificeerd. Na afloop van de zwemwedstrijden was een waterpolowedstrijd tussen de Kikvorschen, bestaande uit alle spelers van de nationale ploeg, en een Belgisch zevental. De Kikvorschen wonnen met 3-1, met een ruststand van 1-1.

## Zwemmen

### Mannen
| Afstand:           | Goud:                    | Tijd    | Zilver:                    | Tijd    | Brons:                | Tijd    |
| 100 m vrije slag   | Piet Stam Neptunus       | 1.01,2  | Bertus Mooi Wilten HPC     | 1.01,8  | Sam Moolenaar Het Y   | 1.03,8  |
| 200 m vrije slag   | Piet Stam Neptunus       | 2.22,2  | Addie Sipkema HPC          | 2.22,2  | Sam Moolenaar Het Y   | 2.22,6  |
| 400 m vrije slag   | Piet Stam Neptunus       | 5.15,2  | Addie Sipkema HPC          | 5.16,0  | Sam Moolenaar Het Y   | 5.27,4  |
| 1500 m vrije slag  | Maarten Schoenmaker Zian | 22.19,4 | Bep Charité Zian           | 23.09,8 | Ph. Cras Zian         | 23.30,0 |
| 100 m rugslag      | Piet Metman Het Y        | 1.11,4  | Stans Scheffer DJK         | 1.12,8  | Pim van den Hoek Zian | 1.15,2  |
| 200 m schoolslag   | Hans Maier Het Y         | 2.55,8  | Herman Smitshuijzen AZ '70 | 2.57,6  | Leen Korpershoek RZC  | 2.58,6  |
| 300 m wisselslag   | Piet Metman Het Y        | 4.32,2  | Herman Smitshuijzen AZ '70 | 4.22,8  | J. Goederond SZC      | 5.02,0  |
| 3x50 m wisselslag  | Het Y                    | 1.34,8  | RZC                        | 1.38,2  | DJK                   | 1.38,6  |
| 5x50 m vrije slag  | Het Y                    | 2.21,2  | DJK                        | 2.21,6  | HZ&PC                 | 2.28,6  |
| 4x100 m vrije slag | Het Y                    | 4.20,2  | DJK                        | 4.20,4  | HPC Heemstede         | 4.21,8  |
| 4x200 m vrije slag | HPC Heemstede            | 10.11,8 | DJK                        | 10.25,4 | RZC                   | 10.31,0 |

### Vrouwen

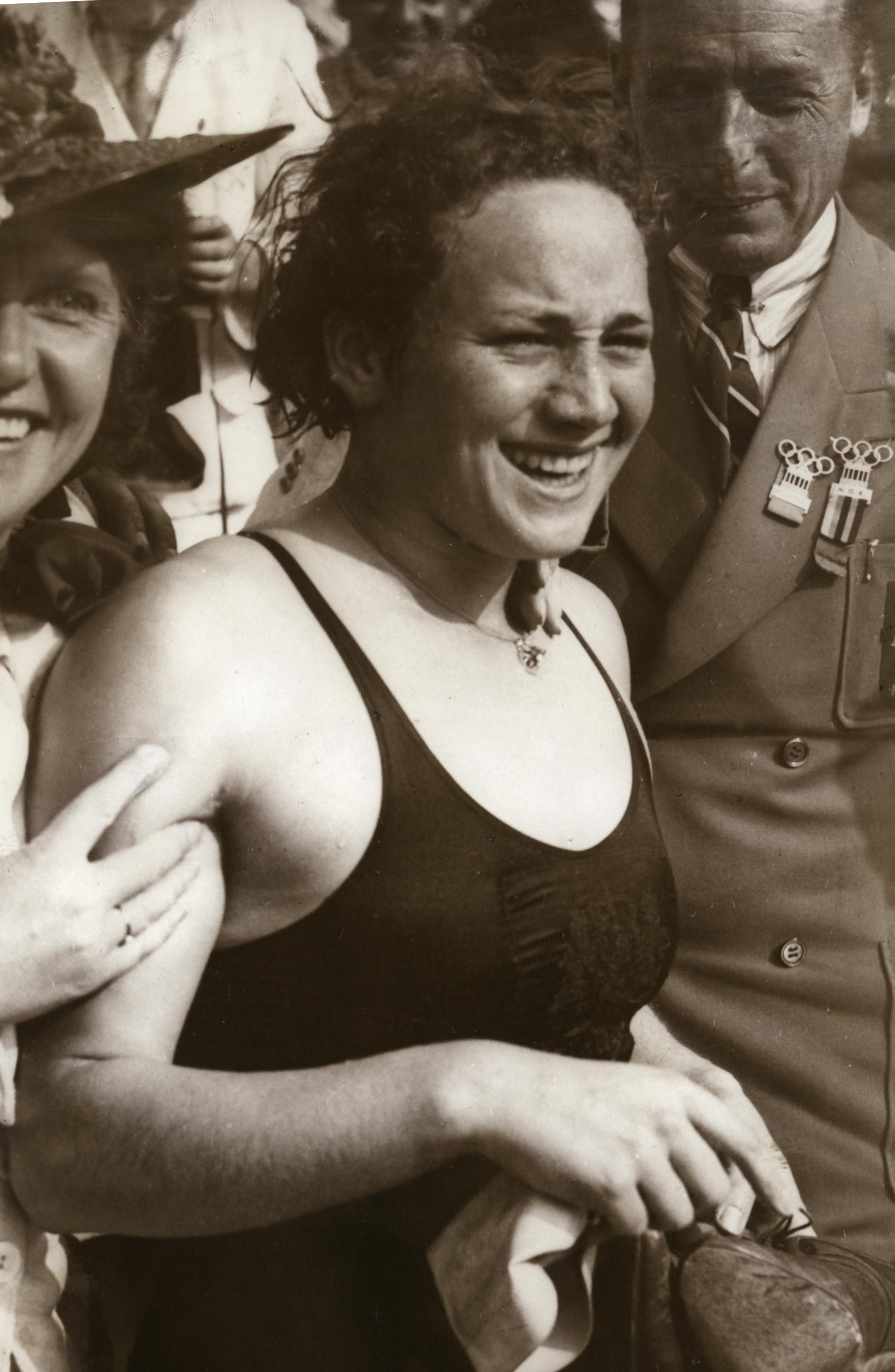
Rie Mastenbroek tijdens de Olympische Spelen van 1936

| Afstand:           | Goud:                   | Tijd   | Zilver:                 | Tijd   | Brons:               | Tijd   |
| 100 m vrije slag   | Rie Mastenbroek ODZ     | 1.07,4 | Willy den Ouden RDZ     | 1.08,0 | Tini Wagner Het Y    | 1.09,0 |
| 400 m vrije slag   | Tini Wagner Het Y       | 5.40,6 | Annie Timmermans RDZ    | 5.50,6 | Ida Breukel ODZ      | 6.01,6 |
| 100 m rugslag      | Rie Mastenbroek ODZ     | 1.17,4 | Nida Senff ADZ          | 1.18,6 | Dini Kerkmeester ODZ | 1.18,6 |
| 200 m schoolslag   | Jenny Kastein HDZ       | 3.09,2 | Jopie Waalberg ADZ      | 3.12,2 | Jo Stroomberg Het Y  | 3.12,4 |
| 300 m wisselslag   | Greta Brouwers RDZ      | 4.51,2 | Bep Martin ODZ          | 4.56,4 |                      |        |
| 3x50 m wisselslag  | ODZ                     | 1.46,4 | RDZ                     | 1.49,2 | Het Y                | 1.50,0 |
| 5x50 m vrije slag  | RDZ I                   | 2.41,4 | ODZ                     | 2.45,6 | RDZ II               | 2.49,4 |
| 4x100 m vrije slag | RDZ (gediskwalificeerd) | 4.54,4 | ODZ (gediskwalificeerd) | 5.14,8 |                      |        |

## Schoonspringen

### Mannen
| Onderdeel: | Goud:                | Score  | Zilver:             | Score  | Brons:               | Score  |
| 3 m plank  | Hans Haasmann Triton | 122,55 | Wim Schatens AZ '70 | 107,69 | Bob Denneboom AZ '70 | 105,78 |

### Vrouwen
| Onderdeel: | Goud:             | Score | Zilver:            | Score | Brons:        | Score |
| 3 m plank  | Leonie Tholen HDZ | 61,22 | Jopie Waalberg ADZ | 59,58 | C. Ronner HDZ | 59,13 |

Langebaan (50 meter):

1920 ·
1921 ·
1922 ·
1923 ·
1924 ·
1925 ·
1926 ·
1927 ·
1928 ·
1929 ·
1930 ·
1931 ·
1932 ·
1933 ·
1934 ·
1935 ·
1936 ·
1937 ·
1938 ·
1939 ·
1940 ·
1941 ·
1942 ·
1943 ·
1944 ·
1945 ·
1946 ·
1947 ·
1948 ·
1949 ·
1950 ·
1951 ·
1952 ·
1953 ·
1954 ·
1955 ·
1956 ·
1957 ·
1958 ·
1959 ·
1960 ·
1961 ·
1962 ·
1963 ·
1964 ·
1965 ·
1966 ·
1967 ·
1968 ·
1969 ·
1970 ·
1971 ·
1972 ·
1973 ·
1974 ·
1975 ·
1976 ·
1977 ·
1978 ·
1979 ·
1980 ·
1981 ·
1982 ·
1983 ·
1984 ·
1985 ·
1986 ·
1987 ·
1988 ·
1989 ·
1990 ·
1991 ·
1992 ·
1993 ·
1994 ·
1995 ·
1996 ·
1997 ·
1998 ·
Amersfoort 1999 ·
Drachten 2000 ·
Eindhoven 2001 ·
Amersfoort 2002 ·
Amsterdam 2003 ·
Amsterdam 2004 ·
Amsterdam 2005 ·
Eindhoven 2006 ·
Amsterdam 2007 ·
Eindhoven 2008 ·
Eindhoven 2009 ·
Eindhoven 2010 ·
Eindhoven juni 2011 ·
Eindhoven december 2011 ·
Amsterdam 2012 ·
Eindhoven 2013 ·
Eindhoven 2014 ·
Eindhoven 2015 ·
Eindhoven 2016 ·
Eindhoven 2017 ·
Amersfoort 2018 ·
Amersfoort 2019 ·
2020 ·
2021 ·
Amersfoort 2022 ·
Amersfoort 2023 ·
Amersfoort 2024

Kortebaan (25 meter):

1980 ·
1981 ·
1982 ·
1983 ·
1984 ·
1985 ·
1986 ·
1987 ·
1988 ·
1989 ·
1990 ·
1991 ·
1992 ·
1993 ·
1994 ·
1995 ·
1996 ·
1997 ·
's-Hertogenbosch 1998 ·
Nieuwegein 1999 ·
Nieuwegein 2000 ·
Alphen aan den Rijn 2001 ·
Eindhoven 2002 ·
Drachten 2004 ·
Amsterdam 2005 ·
Drachten 2006 ·
Amsterdam 2007 ·
Amsterdam 2008 ·
Amsterdam 2009 ·
Amsterdam 2010 ·
Amsterdam 2012 ·
Dordrecht 2013 ·
Tilburg 2014 ·
Tilburg 2015 ·
Hoofddorp 2016 ·
Hoofddorp 2017 ·
Tilburg 2018 ·
Tilburg 2019 ·
2020 ·
Den Haag 2021 ·
Den Haag 2022 ·
Den Haag 2023